# Spitten
Spitten is een kerende grondbewerking van de bovenste laag van de grond, de eerst geul (sleuf) of bouwvoor. Hierbij wordt deze laag zodanig omgedraaid dat het onkruid en de eventueel opgebrachte stalmest of kunstmest onder de grond komt.
Spitten wordt gedaan om de structuur van de bodem te verbeteren, gewasresten en mest onder te werken en onkruid te bestrijden. Bij de meeste grondsoorten is één steek diep spitten voldoende. Bij harde, ondoordringbare lagen is het vaak noodzakelijk twee steek diep te spitten. Kleigrond moet voor de winter gespit worden, zodat door de vorst de grond kan stukvriezen en zo de structuur verbeterd wordt. Zandgrond daarentegen kan in het voorjaar gespit worden, zodat er in de tussentijd nog een groenbemester op verbouwd kan worden, waardoor uitspoeling van meststoffen (mineralen) voorkomen wordt.

## Gereedschap

### Handmatig spitten
Voor het handmatig spitten wordt gewoonlijk een spade gebruikt. Het spitten is zwaar werk, daarom gebruikt men bij zware grond, zoals kleigrond, een spade met een smal blad. Bij bijzonder harde grond kan ook met een spitvork worden gewerkt. Bij lichte grond, bijvoorbeeld zandgrond, wordt een spade met een breed blad toegepast. De smalle spa heeft een ongeveer 15 cm lang blad, de brede 20 cm en de spitvork 25 cm lange tanden.

### Machinaal spitten
Kleine oppervlakten worden doorgaans met de hand gespit, grote oppervlakten kunnen machinaal worden gespit met behulp van een door een tractor aangedreven spitmachine. De grond kan ook bewerkt worden door middel van ploegen of frezen. Spitten heeft als voordeel boven ploegen dat er geen ploegzool, een verdichte laag net onder de geploegde grond, gevormd wordt. Het voordeel van spitten boven frezen is dat de structuur van de grond beter blijft. Een nadeel is dat spitten meestal langzamer gaat. 

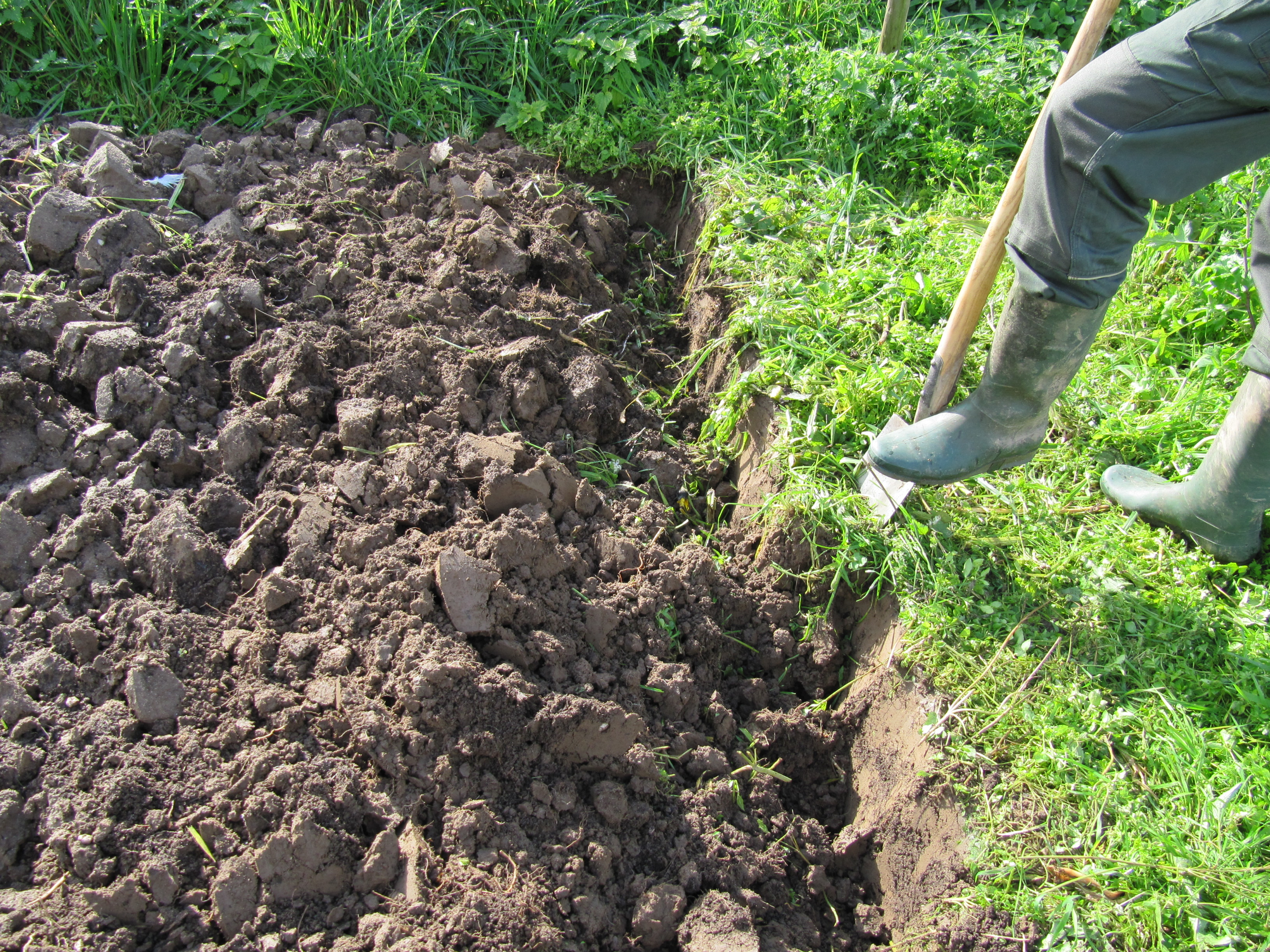
Bij het spitten wordt de bovenlaag van de grond gekeerd
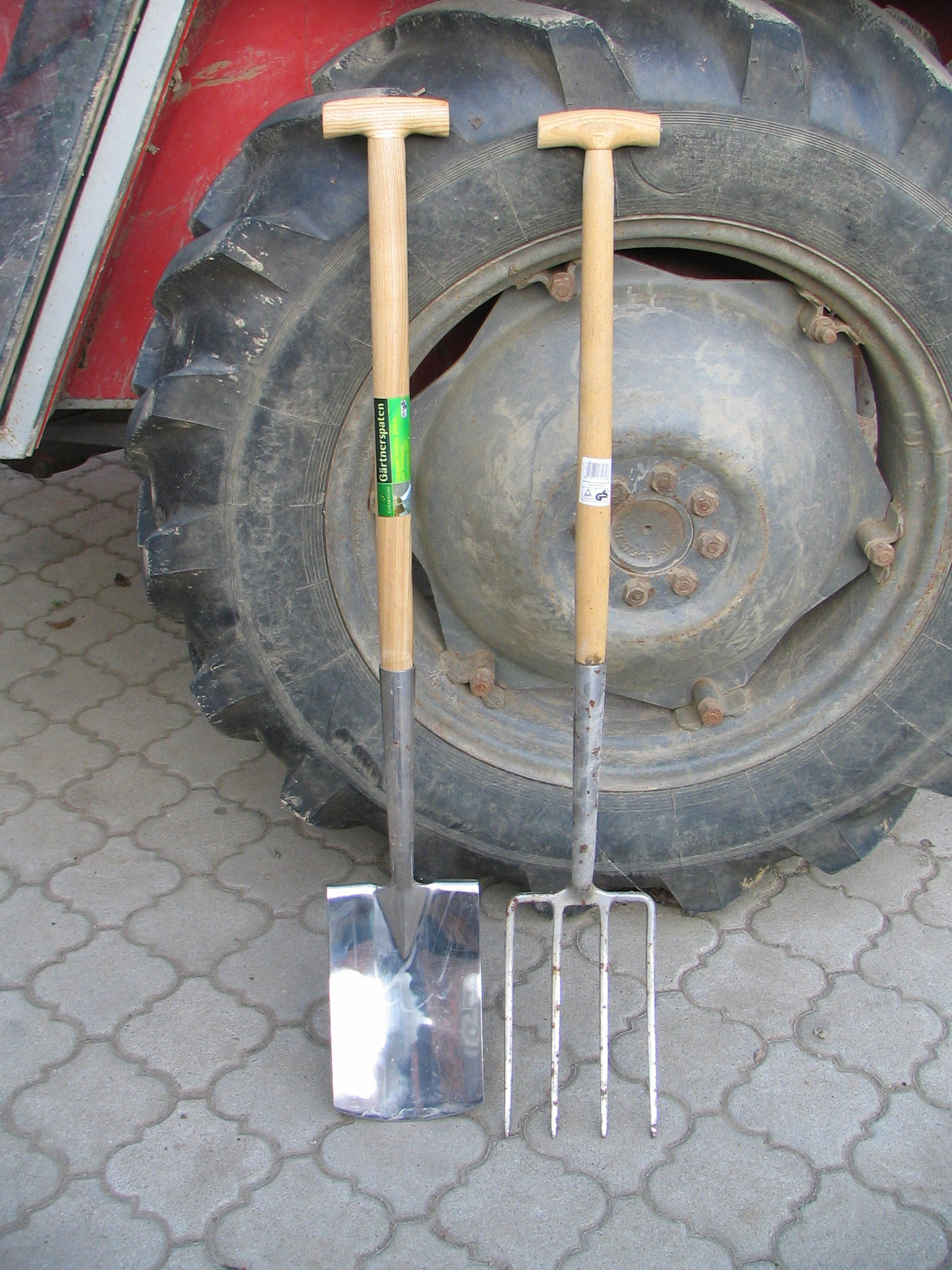
Een spade en een spitvork
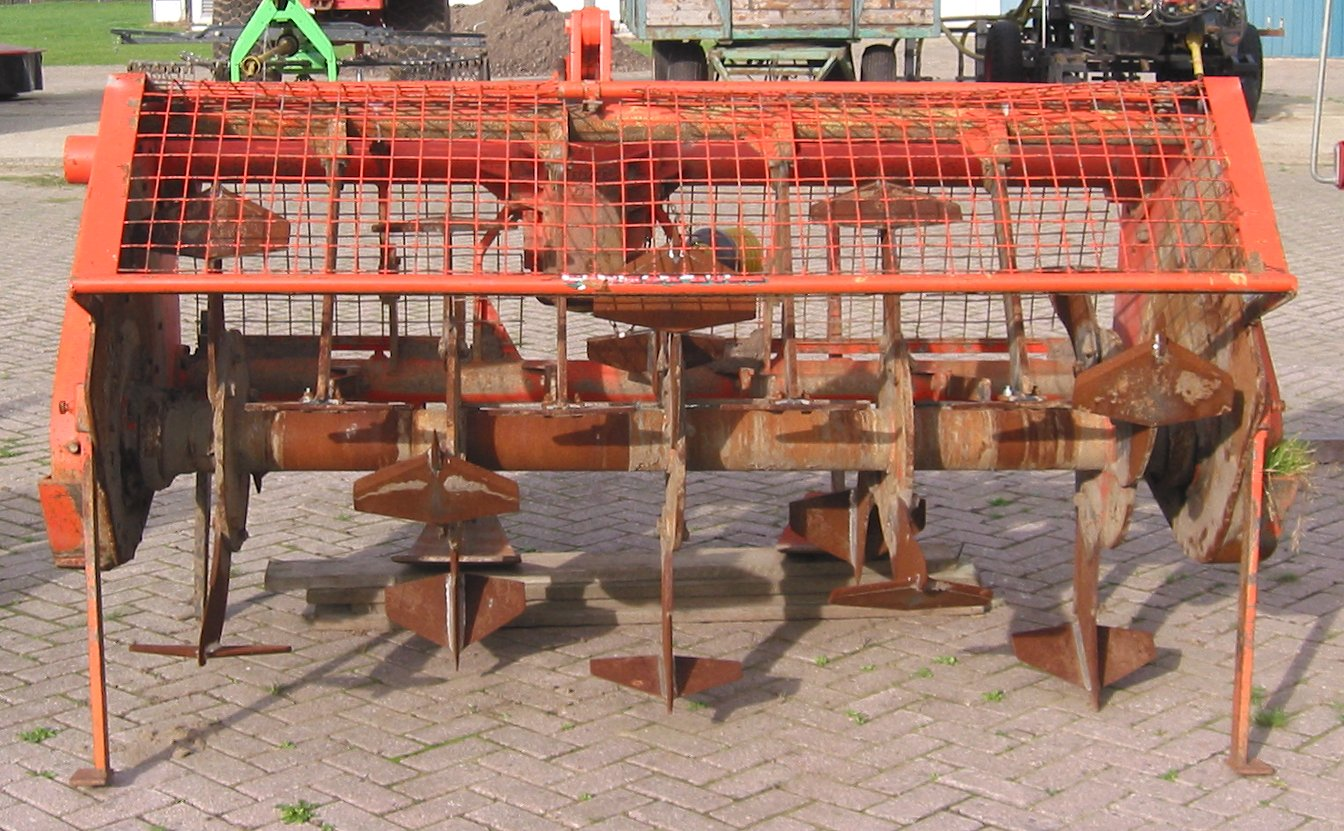
Spitmachine